# Téléphérique de Beauregard
Ne doit pas être confondu avec Télécabine de Beauregard.
Le téléphérique de Beauregard est un ancien téléphérique de France situé en Haute-Savoie, à la Clusaz, en service de 1955 à 2003, date à laquelle il est remplacé par un télécabine. Il permettait d'accéder à la pointe de Beauregard depuis le centre du village.